# Port de Siguer
Le port de Siguer est un col de haute montagne de la chaîne pyrénéenne, situé sur la frontière entre Andorre et la France, entre la vallée de Siguer dans le département de l'Ariège, au nord, et la vallée d'El Serrat, au sud. Son altitude est de 2 395 mètres.

## Toponymie
Port est un terme issu du latin portus qui désigne dans les Pyrénées un col de montagne,. Siguer est à rattacher à la commune éponyme du département de l'Ariège qui donne également son nom à la vallée sur laquelle le col s'ouvre au nord. 
Dans son Onomasticon Cataloniae, le linguiste Joan Coromines considère que le toponyme Siguer dérive de l'anthroponyme germanique Sighari construit sur les racines sigi et hari signifiant respectivement « victoire » et « armée »[réf. nécessaire]. Des noms comme Seguer, Segario ou encore Segar, dont l'origine est identique, étaient d'ailleurs assez fréquemment retrouvés dans les anciens comtés de Besalú et d'Empúries, de sorte qu'il existe en Catalogne plusieurs toponymes de même construction.

## Géographie

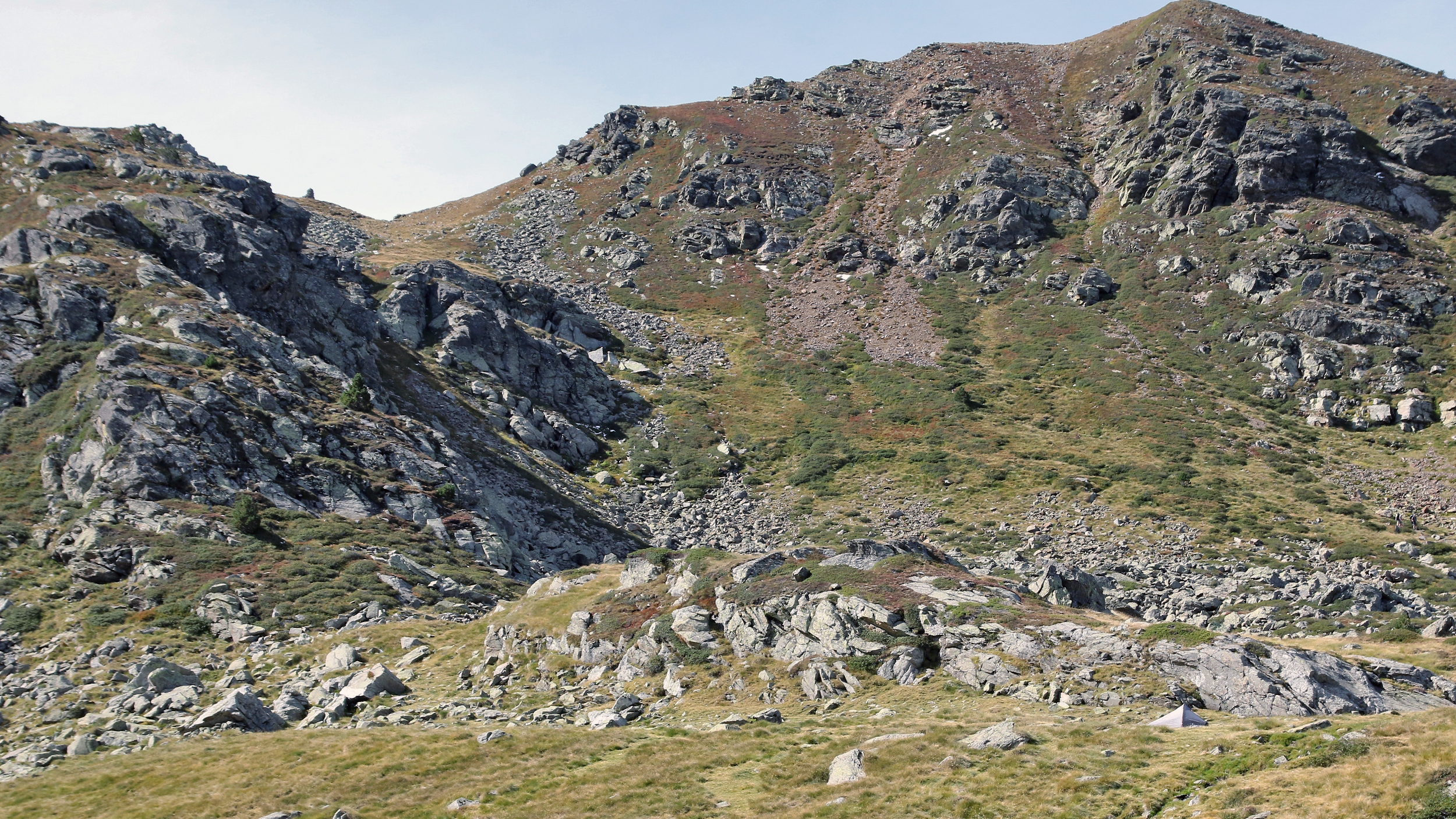
Le port approché depuis le versant français.

Le port de Siguer, matérialisé par un grand cairn, encadré par deux grands sommets bien individualisés, le pic du Port de Siguer et le pic de Thoumasset, domine l'étang Blaou, sur le versant français.
Il donne sur la haute vallée de Siguer côté français, et sur la vallée du riu de Rialb ou vallée d'El Serrat côté andorran.

## Histoire
De tous temps, le port de Siguer a constitué un passage évident vers les pays hispaniques pour le commerce, la contrebande ou encore, pendant la Seconde Guerre mondiale, pour les réfugiés. Une pénible affaire criminelle coûta la vie à Jacques Grumbach le 26 novembre 1942.
Les habitants des trois communes de Gestiès, Lercoul et Siguer effectuaient leurs échanges avec les Andorrans par ce col. Mais c'est au port de Rat, dans la seconde moitié du XXe siècle, qu'ont existé des projets de construction et des débuts de réalisations d'une route carrossable entre la France et l'Andorre.

## Randonnée

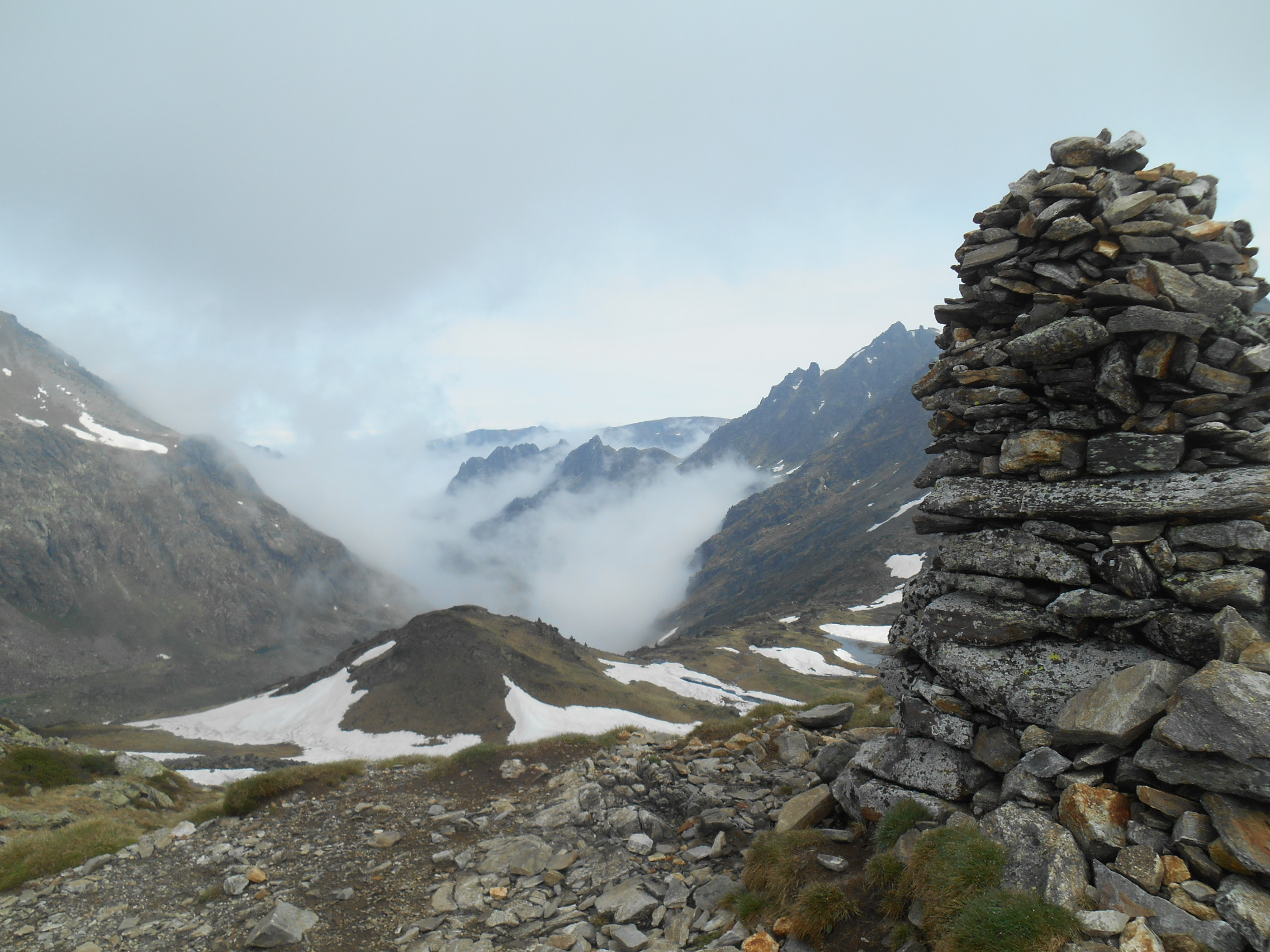
Vue en direction de la France depuis le port de Siguer.

En France, on y accède à pied l'été depuis le parking du lieu-dit Bouychet (928 m), au fond de la vallée de Siguer, par le sentier GRT 65 qui dessert les étangs de Brouquenat et Peyregrand, après une longue randonnée de 4h30 et près de 1 500 mètres de dénivelé positif.
Par l'Andorre, l'accès depuis le pont des Aiguassos situé sur la route du Pla de Sorteny est plus rapide puisque le départ se situe à une altitude de 1 760 m. Il faut alors compter 2h de marche. Le refuge de Rialb peut permettre une halte depuis El Serrat comme depuis le parc naturel de Sorteny.